# خط ۱۱ متروی مادرید
خط ۱۱ متروی مادرید (انگلیسی: Line 11) یکی از خطوط متروی مادرید است که در سال ۱۹۹۸ تأسیس شده و دارای ۷ ایستگاه و ۸.۵ کیلومتر طول است.

## نگارخانه

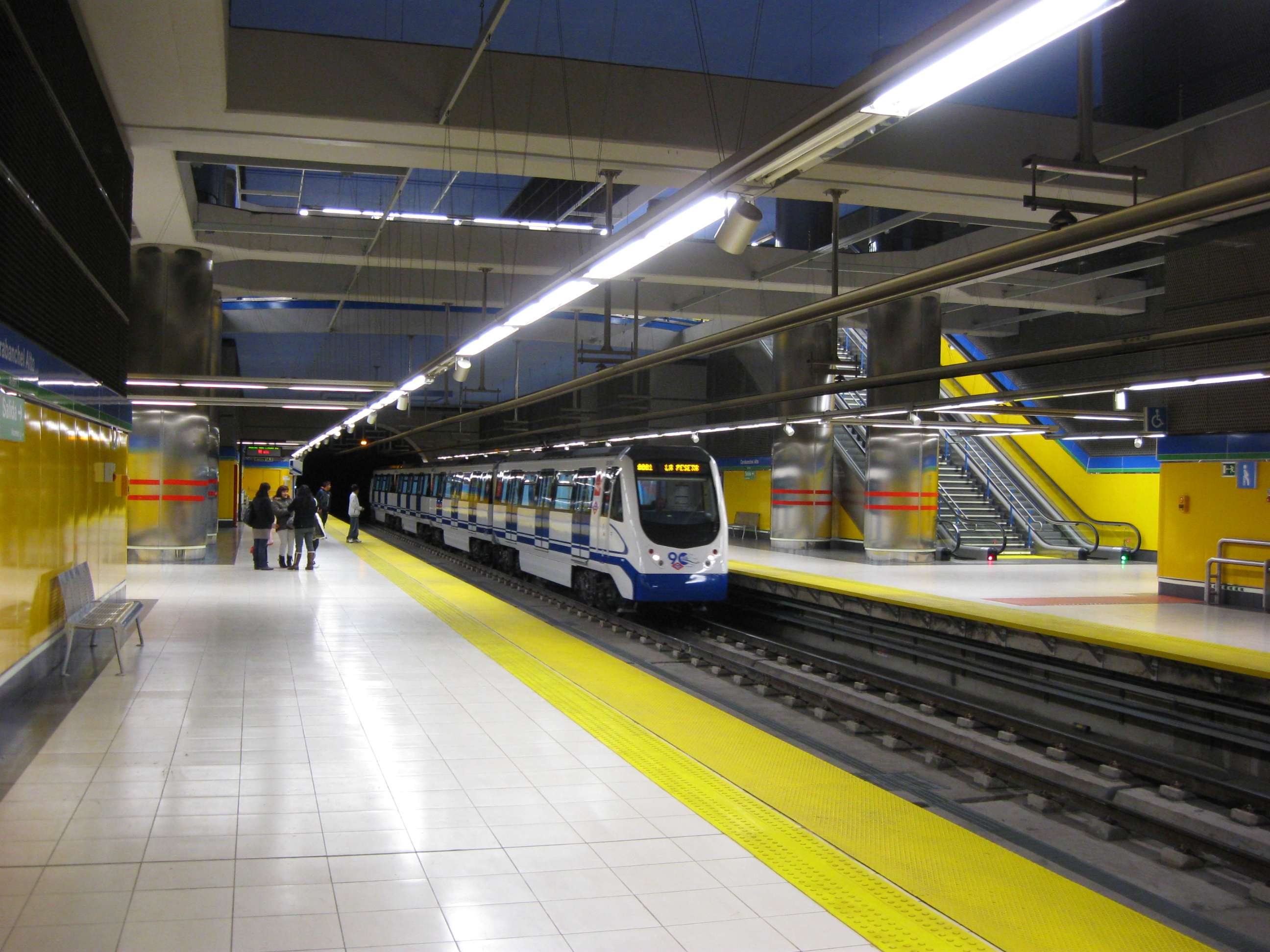
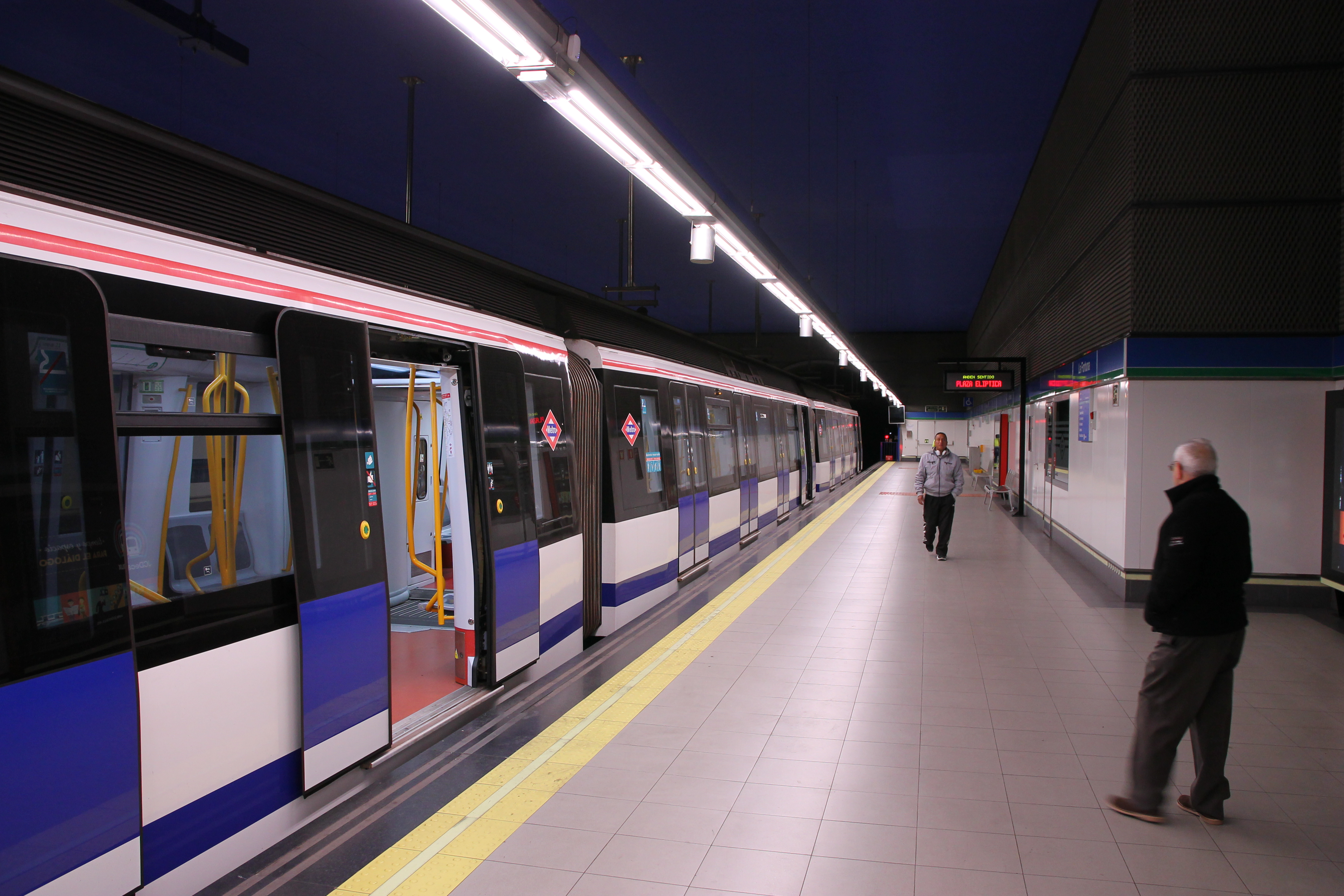
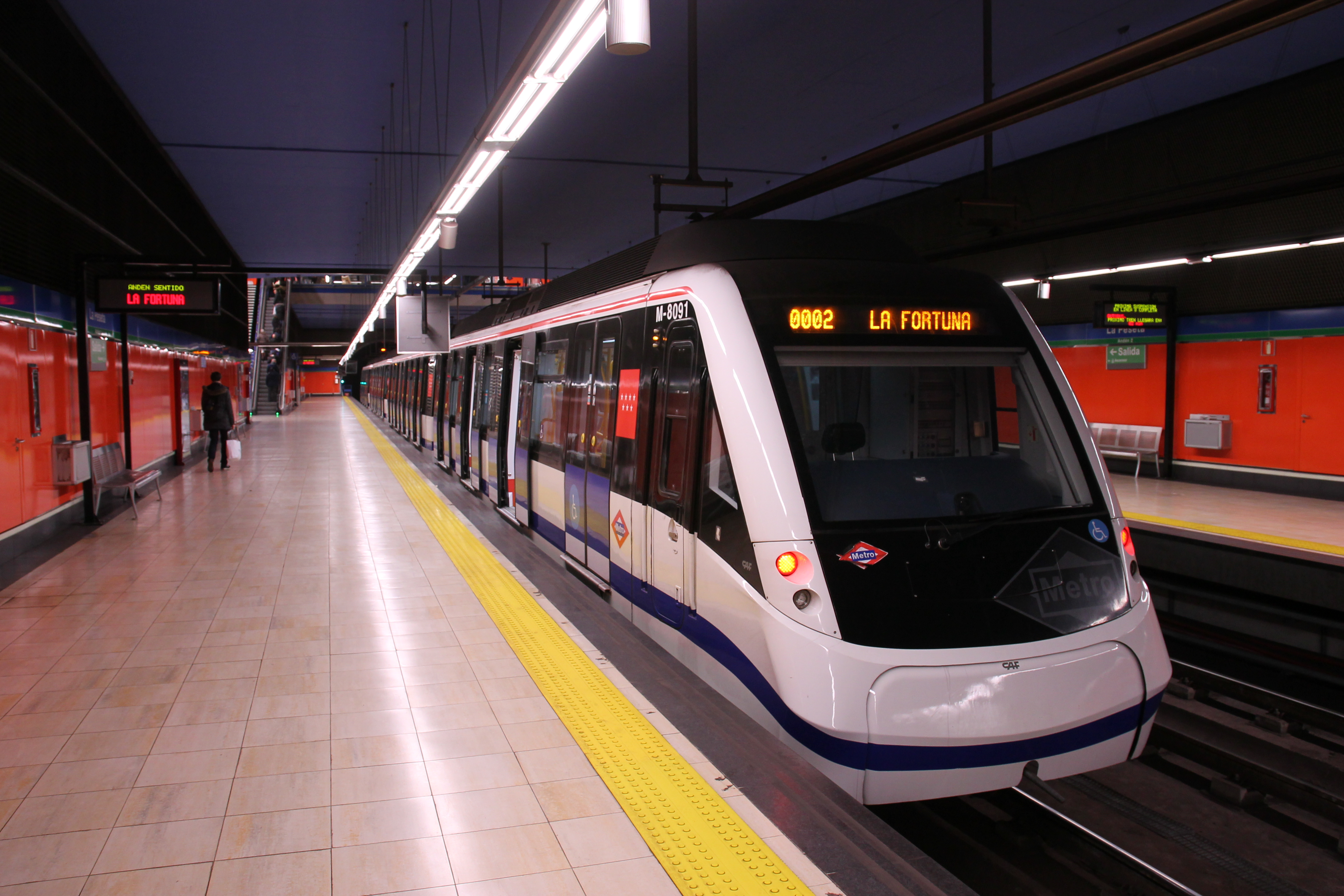
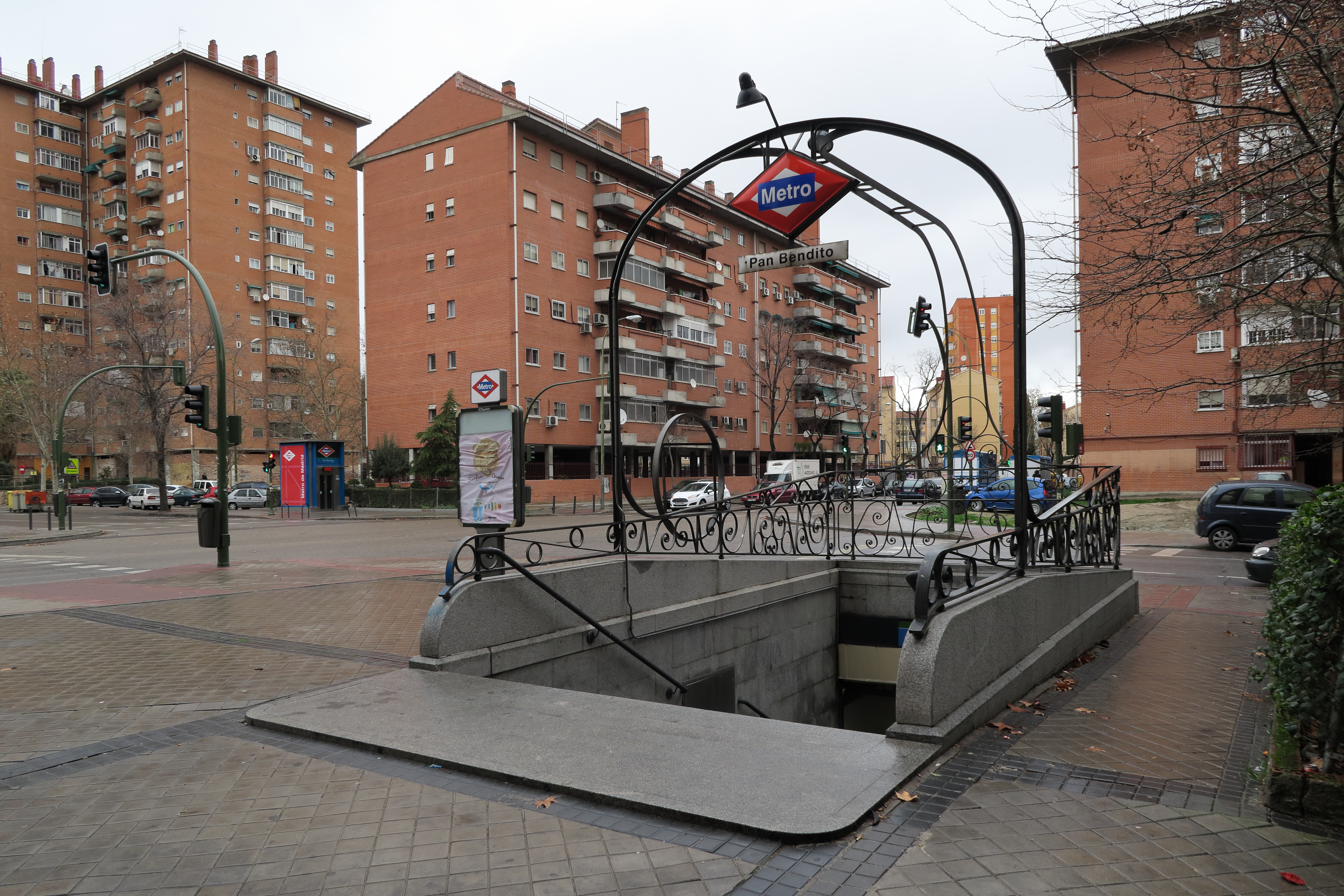